# Миклухо-Маклай (фильм)
«Миклу́хо-Макла́й» — историко-биографический фильм режиссёра Александра Разумного снятый на Московской киностудии научно-популярных фильмов в 1947 году.

## Сюжет
Фильм снят на основе литературной версии событий из жизни известного русского этнографа, антрополога, биолога и путешественника, изучавшего коренное население Юго-Восточной Азии, Австралии и Океании.
В 1869 году Николай Николаевич Миклухо-Маклай делает сообщение в Географическом обществе о необходимости изучения коренного населения островов Океании. Совет общества решил поддержать его начинание и, после получения небольших средств, учёный на военном корабле «Витязь» отправляется в Новую Гвинею.
Не желая навязывать своё присутствие жителям находящейся на берегу деревни, Николай Николаевич селится в отдалении, в доме, построенном для него матросами с «Витязя». Отныне его цель — понять окружающее.
Туземцы острова умели строить прекрасные суда. Фигуры на пирогах, на деревьях на щитах представляли собой не что иное, как первое проявление идеографического письма. Поражала ловкость, с какой туземцы выполняли различные работы, хотя велись они примитивными орудиями труда. Все наблюдения Миклухо-Маклай аккуратно заносил в особую тетрадь, которую вёл с первого дня своего пребывания на острове.
От непривычных и тяжёлых условий жизни в тропическом лесу Николай Николаевич серьёзно заболел. Не менее трудно было и его спутникам. Первым, от лихорадки, умер темнокожий подросток, затем — белый слуга Томсон, который перед смертью успел признаться, что шпионил за русским учёным по поручению доктора Брандлера.
После долголетнего отсутствия Миклухо-Маклай возвращается в Сидней. Его верной спутницей и помощником в научной работе становится Маргарита Робертсон, на которой он женился после семилетней разлуки.
Проникновение в Новую Гвинею «Германской ассоциации на Южных морях» и активное участие её представителя доктора Брандлера заставило Миклухо-Маклая занять жёсткую позицию. Ему предстоит тяжёлая борьба за признание его точки зрения, сформировавшейся в ходе работы с материалом, скопившимся за долгие годы путешествий.

## В ролях
- Сергей Курилов — Миклухо-Маклай
- Галина Григорьева — Маргарита Робертсон
- Михаил Астангов — доктор Брандлер
- Алексей Максимов — Робертсон
- Валентина Куинджи — Лоуренс
- Вейланд Родд — Ур
- Лев Фенин — губернатор
- Джим Комогоров — Бой
- Эммануил Геллер — Кафа
- Георгий Бударов — Томсон
- Роберт Робинсон — Малу

В эпизодах:
- Аркадий Аркадьев
- Владимир Самойлов
- Николай Волков
- В. Маковейский
- И. Брагинцева
- А. Савельев
- Алексей Зубов — председатель Географического общества
- В. Керопьян
- Л. Пирогов
- В. Полетимский
- П. Орловский

## Съёмочная группа
- Автор сценария: Алексей Спешнев, В. Волькенштейн
- Режиссёр-постановщик: Александр Разумный
- Оператор-постановщик: Борис Петров
- Композитор: Николай Крюков
- Художник-постановщик: Феликс Богуславский
- Художник-консультант: С. Козловский
- Режиссёр: С. Гельман
- Оператор: П. Зотов
- Звукооператор: А. Камионский
- Помощник звукооператора: Б. Кокин
- Художник по костюмам: А. Байкова
- Художник-гримёр: А. Сааджан
- Гримёр: Н. Виноградов
- Монтажёр: Н. Дзугутова
- Ассистент режиссёра: О. Разумная
- Ассистент оператора: Я. Панов
- Консультант: профессор Я. Рогинский
- Директора: В. Шеер, В. Брашеван